# 罗尔夫·罗巴什
罗尔夫·罗巴什（挪威語：Rolf Robach，1885年12月6日—1963年6月10日），挪威男子竞技体操运动员。他曾代表挪威获得1912年夏季奥运会体操比赛男子团体瑞典式铜牌。他于1963年在奥斯陆去世。